# Высшая лига КВН 1997
Сезон Высшей лиги КВН 1997 года — 11-й сезон с возрождения телевизионного КВН в 1986 году.
В этом году в Клубе произошла очередная смена поколений, в сезоне играли новые команды, которые пришли на замену участникам предыдущих сезонов. Две команды — «Запорожье — Кривой Рог — Транзит» и «Новые армяне» — выиграли все игры сезона, а в финале жюри не смогло отдать предпочтение только одной из них, и объявило ничью, так же, как это было в 1995 году. Кроме этих двух команд, в сезоне сильно себя показали команды «Служебный вход» и новое поколение НГУ — эти команды во всех играх заняли вторые места.
Схема сезона осталась такой же, как и в предыдущих, но это был последний сезон, сыгранный по подобной схеме.

## Состав
В сезон Высшей лиги 1997 были приглашены двенадцать команд:
1. Сибирские монахи (Красноярск)
2. Ковбои политеха (Киев)
3. Харьковские менты (Харьков)
4. Плеханов и компания (Москва) — финалисты Первой лиги
5. Служебный вход (Курск) — финалисты Первой лиги
6. НГУ (Новосибирск) — второй состав команды НГУ
7. Владикавказские спасатели (Владикавказ) — чемпионы Первой лиги
8. Самарский самолёт (Самара) — второй сезон в Высшей лиге
9. Уральские пельмени (Екатеринбург) — третий сезон в Высшей лиге
10. Настоящие тамады (Тбилиси) — четвёртый сезон в Высшей лиге
11. Запорожье — Кривой Рог — Транзит (Запорожье — Кривой Рог) — третий сезон в Высшей лиге
12. Новые армяне (Ереван) — второй сезон в Высшей лиге

Чемпионами сезона стали команды КВН «Запорожье — Кривой Рог — Транзит» и «Новые армяне».

## Игры

### ⅛ финала
Первая ⅛ финала
- Дата игры: февраль
- Тема игры: Семь раз отмерь
- Команды: Ковбои политеха (Киев), Владикавказские спасатели (Владикавказ), Харьковские менты (Харьков), НГУ (Новосибирск), Самарский самолёт (Самара), Новые армяне (Ереван)
- Жюри: Александр Абдулов, Антон Табаков, Константин Эрнст, Игорь Угольников, Иван Демидов
- Конкурсы: Приветствие («Семеро смелых»), Разминка («Семь бед — один ответ»), Музыкальный конкурс («Семь нот»)

| Команда           | Приветствие | Разминка | общий | Муз. конкурс | Итого |
| ----------------- | ----------- | -------- | ----- | ------------ | ----- |
| Самарский самолёт | 3,6         | 4,2      | 7,8   | 3,6          | 11,4  |
| НГУ               | 4,6         | 4,6      | 9,2   | 5            | 14,2  |
| Харьковские менты | 4,8         | 4,6      | 9,4   | 4,4          | 13,8  |
| Влад. спасатели   | 3,6         | 4,6      | 8,2   | 3,6          | 11,8  |
| Ковбои политеха   | 3,8         | 5,6      | 9,4   | 4,4          | 13,8  |
| Новые армяне      | 5           | 5,4      | 10,4  | 4,6          | 15    |

Результат игры:
1. Новые армяне
2. НГУ
3. Харьковские менты; Ковбои политеха
4. Владикавказские спасатели
5. Самарский самолёт

- На этой игре команда НГУ показала Музыкальный конкурс «Утренняя звезда», в котором Руслан Великохатный пародировал Влада Сташевского, Александр Пушной показал пародию на Стинга, а Пелагея спела песню «Кем быть, советуйте мне»[2][3].
- Команда «Новые армяне» показала на этой игре музыкальный конкурс «День рождения Баха».

Вторая ⅛ финала
- Дата игры: 7 апреля
- Тема игры: Один шанс из тысячи
- Команды: Сибирские монахи (Красноярск), Служебный вход (Курск), Плеханов и компания (Москва), Настоящие тамады (Тбилиси), Уральские пельмени (Екатеринбург), Запорожье — Кривой Рог — Транзит (Запорожье — Кривой Рог)
- Жюри: Валдис Пельш, Игорь Верник, Константин Эрнст, Леонид Парфёнов, Иван Демидов
- Конкурсы: Приветствие («Риск — благородное дело»), Разминка («Невероятно, но факт…»), Музыкальный конкурс («Ваше благородие, госпожа удача»)

| Команда             | Приветствие | Разминка | общий | Муз. конкурс | Итого |
| ------------------- | ----------- | -------- | ----- | ------------ | ----- |
| Плеханов и компания | 3,6         | 3,2      | 6,8   | 4,2          | 11    |
| Настоящие тамады    | 4,6         | 4        | 8,6   | 4,8          | 13,4  |
| Транзит             | 5           | 5,6      | 10,6  | 5            | 15,6  |
| Сибирские монахи    | 4,2         | 3,6      | 7,8   | 4,4          | 12,2  |
| Служебный вход      | 5           | 4,8      | 9,8   | 4,6          | 14,4  |
| Уральские пельмени  | 4,2         | 3,6      | 7,8   | 3,8          | 11,6  |

Результат игры:
1. Запорожье — Кривой Рог — Транзит
2. Служебный вход
3. Настоящие тамады
4. Сибирские монахи
5. Уральские пельмени
6. Плеханов и компания

- На этой игре «Транзит» показали музыкальный конкурс «Рейволюция».
- В своём музыкальном конкурсе «Уральские пельмени» показали номер «Как Иван Демидов ехал в Москву жениться».

### Четвертьфиналы
Первый четвертьфинал
Дата игры: 19 мая
- Тема игры: Три мушкетёра
- Команды: Ковбои политеха (Киев), Настоящие тамады (Тбилиси), НГУ (Новосибирск), Запорожье — Кривой Рог — Транзит (Запорожье — Кривой Рог)
- Жюри: Валдис Пельш, Игорь Угольников, Константин Эрнст, Иван Демидов, Юлий Гусман
- Конкурсы: Приветствие («Один за всех, и все за одного!»), Разминка («Парижские тайны»), СТЭМ («Три мушкетёра»), Конкурс одной песни («Покой не по карману»)

| Команда          | Приветствие | Разминка | общий | СТЭМ | общий | КОП | Итого |
| ---------------- | ----------- | -------- | ----- | ---- | ----- | --- | ----- |
| Ковбои политеха  | 3,8         | 4        | 7,8   | 4,2  | 12    | 4   | 16    |
| Транзит          | 5           | 5,8      | 10,8  | 5    | 15,8  | 5   | 20,8  |
| Настоящие тамады | 3,6         | 2,6      | 6,2   | 3,6  | 9,8   | 3,6 | 13,4  |
| НГУ              | 4,6         | 4,8      | 9,4   | 5    | 14,4  | 5   | 19,4  |

Результат игры:
1. Запорожье — Кривой Рог — Транзит
2. НГУ
3. Ковбои политеха
4. Настоящие тамады

- На этой игре команда НГУ показала СТЭМ «Грибники» и КОП «Юбилей Пелагеи Борисовной».
- КОП команды «Настоящие тамады» было решено вырезать из эфира потому, что он оказался очень слабым.

Второй четвертьфинал
Дата игры: май
- Тема игры: Тридцать восемь попугаев
- Команды: Сибирские монахи (Красноярск), Харьковские менты (Харьков), Служебный вход (Курск), Новые армяне (Ереван)
- Жюри: Валдис Пельш, Игорь Угольников, Константин Эрнст, Леонид Парфёнов, Юлий Гусман
- Конкурсы: Приветствие («Ну, погоди!»), Разминка («Ребята, давайте жить дружно!»), СТЭМ («Трое из ларца»), Конкурс одной песни («Ну, а дружба начинается с улыбки»)

| Команда           | Приветствие | Разминка | общий | СТЭМ | общий | КОП | Итого |
| ----------------- | ----------- | -------- | ----- | ---- | ----- | --- | ----- |
| Харьковские менты | 3,8         | 2,8      | 6,6   | 3,6  | 10,2  | 5   | 15,2  |
| Сибирские монахи  | 4           | 3,4      | 7,4   | 3    | 10,4  | 3,6 | 14    |
| Новые армяне      | 5           | 4,4      | 9,4   | 4,2  | 13,6  | 5   | 18,6  |
| Служебный вход    | 4,2         | 3,4      | 7,6   | 4,6  | 12,2  | 4,6 | 16,8  |

Результат игры:
1. Новые армяне
2. Служебный вход
3. Харьковские менты
4. Сибирские монахи

- В своём КОПе «Новые армяне» спародировали передачу «Добрый вечер» и показали номер про шахматный поединок Гарри Каспарова против компьютера.
- На этой игре «Служебный вход» показали СТЭМ «Экскурсия по Москве».

### Полуфиналы
Первый полуфинал
Дата игры: октябрь
- Тема игры: Мильон терзаний
- Команды: Служебный вход (Курск), Запорожье — Кривой Рог — Транзит (Запорожье — Кривой Рог)
- Жюри: Андрей Макаров, Валдис Пельш, Константин Эрнст, Леонид Парфёнов, Юлий Гусман
- Конкурсы: Приветствие («Ба, знакомые всё лица!»), Разминка («Что станет говорить княгиня Марья Алексеевна?»), Музыкальный конкурс («Да, водевиль есть вещь!»), Капитанский конкурс («Вполне светский человек»), Домашнее задание («Век нынешний и век минувший»)

| Команда        | Приветствие | Разминка | общий | Муз. конкурс | общий | Капитанский | общий | ДЗ  | Итого |
| -------------- | ----------- | -------- | ----- | ------------ | ----- | ----------- | ----- | --- | ----- |
| Транзит        | 4,6         | 4,2      | 8,8   | 4,6          | 13,4  | 3           | 16,4  | 6,4 | 22,8  |
| Служебный вход | 3,6         | 4        | 7,6   | 3,4          | 11    | 3,4         | 14,4  | 5,2 | 19,6  |

Результат игры:
1. Запорожье — Кривой Рог — Транзит
2. Служебный вход

- Игра была посвящена произведению Александра Сергеевича Грибоедова «Горе от ума».
- Капитанский конкурс играли Михаил Гуликов («Транзит») и Алексей Лютиков («Служебный вход»).
- На этой игре «Запорожье — Кривой Рог — Транзит» показали музыкальный конкурс «Операция „Водевиль“» и домашнее задание «Волшебные вещи».

Второй полуфинал
Дата игры: 31 октября
- Тема игры: Двенадцать стульев
- Команды: НГУ (Новосибирск), Новые армяне (Ереван)
- Жюри: Сергей Шолохов, Валдис Пельш, Константин Эрнст, Леонид Парфёнов, Иван Демидов, Юлий Гусман
- Конкурсы: Приветствие («Лёд тронулся»), Разминка («Приезжайте в Киев и спросите!»), Музыкальный конкурс («Нет! Это не Рио-де-Жанейро!»), Капитанский конкурс («Дети лейтенанта Шмидта»), Домашнее задание («Общежитие имени монаха Бертольда Шварца»)

| Команда      | Приветствие | Разминка | общий | Муз. конкурс | общий | Капитанский | общий | ДЗ  | Итого |
| ------------ | ----------- | -------- | ----- | ------------ | ----- | ----------- | ----- | --- | ----- |
| Новые армяне | 4,6         | 5,5      | 10,1  | 4,6          | 14,7  | 3,8         | 18,5  | 6,1 | 24,6  |
| НГУ          | 4,6         | 3,8      | 8,4   | 4,8          | 13,2  | 4           | 17,2  | 6,5 | 23,7  |

Результат игры:
1. Новые армяне
2. НГУ

- Игра была посвящена произведению Ильфа и Петрова «Двенадцать стульев».
- Капитанский конкурс играли Гарик Мартиросян («Новые армяне») и Владимир Дуда (НГУ). Дуда выступил в образе «Великого слепого».
- В музыкальном конкурсе «Новых армян» роль Остапа Бендера сыграл Арчил Гомиашвили.
- Исход игры решила разминка. «Новые армяне» обеспечили себе отрыв от соперников почти в два балла и выиграли полуфинал несмотря на то, что проиграли во всех последующих конкурсах.

### Финал
Дата игры: 26 декабря
- Тема игры: Двенадцать месяцев
- Команды: Запорожье — Кривой Рог — Транзит (Запорожье — Кривой Рог), Новые армяне (Ереван)
- Жюри: Александр Абдулов, Леонид Парфёнов, Константин Эрнст, Андрей Макаров, Сергей Шолохов, Сергей Жигунов, Иван Демидов, Юлий Гусман
- Конкурсы: Приветствие («Что происходит на свете? А просто зима!»), Разминка («Весенняя примета»), Музыкальный конкурс («Лето звёздное, громче пой!»), Капитанский конкурс («Встреча в дождливый осенний день»), Домашнее задание («Новогоднее обращение команды КВН»)

| Команда      | Приветствие | Разминка | общий | Муз. конкурс | общий | Капитанский | общий | ДЗ | Итого |
| ------------ | ----------- | -------- | ----- | ------------ | ----- | ----------- | ----- | -- | ----- |
| Транзит      | 4,25        | 3,37     | 7,62  | 4,87         | 12,49 | 4           | 16,49 | -  | ничья |
| Новые армяне | 4,62        | 3,25     | 7,87  | 4            | 11,87 | 4,12        | 15,99 | -  | ничья |

Результат игры:
1. Запорожье — Кривой Рог — Транзит; Новые армяне

Решением жюри, чемпионами Высшей лиги сезона 1997 стали две команды: «Запорожье — Кривой Рог — Транзит» и «Новые армяне».
- В эфире этой игры впервые появился первоначальный вариант нынешней заставки передачи КВН.
- Капитанский конкурс играли Михаил Гуликов («Транзит») и Гарик Мартиросян («Новые армяне»).
- На этой игре «Транзит» показали домашнее задание «Совершенно невероятная новогодняя история».
- Это единственная игра Высшей лиги, баллы в которой округлялись до сотых, а не до десятых.
- В составе «Транзита» чемпионом КВН стал будущий президент Украины Владимир Зеленский. Со своей командой, «95-й квартал», повторить это достижение ему не удалось.

## Члены жюри
В сезоне 1997 игры Высшей лиги КВН судили 12 человек.
7 игр
- Константин Эрнст

5 игр
- Юлий Гусман
- Иван Демидов
- Леонид Парфёнов
- Валдис Пельш

3 игры
- Игорь Угольников

2 игры
- Александр Абдулов
- Андрей Макаров
- Сергей Шолохов

1 игра
- Игорь Верник
- Сергей Жигунов
- Антон Табаков

## Видео
- Первая 1/8-я финала
- Вторая 1/8-я финала
- Первый четвертьфинал
- Второй четвертьфинал
- Первый полуфинал
- Второй полуфинал
- Финал